# Helga Mateoschat
Helga Mateoschat (* 13. August 1934 in Essen; † 20. Dezember 2022 in Magdeburg) (geborene Nowak, geschiedene Schulle) war eine deutsche Kinderärztin und Verdienter Arzt des Volkes in der DDR.

## Leben und Wirken
In Essen geboren, zog Helga Mateoschat als Kind mit ihrer Familie nach Magdeburg, nachdem ihr Vater dort eine Anstellung als Berufsschullehrer gefunden hatte. Dort erlebte sie den Zweiten Weltkrieg und die Zerstörung der Stadt.
Nachdem sie 1952 ihr Abitur abgelegt hatte, studierte Helga Mateoschat Humanmedizin zunächst an der Friedrich-Schiller-Universität in Jena. Als 1954 in Magdeburg die Medizinische Akademie (MAM) eröffnet wurde, wechselte sie unmittelbar an die neugeschaffene Hochschule und schrieb sich im ersten Studienjahr mit der Matrikelnummer 4 ein. So war sie 1957 auch im ersten Jahrgang, der seinen Abschluss an der MAM machte. Nach der Pflichtassistenz arbeitete sie bis 1965 an der Kinderklinik der Medizinischen Akademie und schloss in dieser Zeit ihre Facharztweiterbildung zur Kinderärztin ab. 1966 wechselte sie an die Poliklinik West in Magdeburg, wo sie bis 1980 die Kinderabteilung und die Mütterberatung leitete.
Unter ihrer Verantwortung wurden mehrere Außenstellen der Poliklinik eröffnet und so der Mangel an kinderärztlichen Einrichtungen behoben. Sie etablierte bis dahin nicht übliche Spezialsprechstunden beispielsweise für an Bronchitis oder an den Harnwegen erkrankte Kinder im Rahmen der Dispensairebetreuung, die zuvor von der Hochschulklinik übernommen worden waren. Weiterhin führte sie die grundsätzliche Untersuchung Dreijähriger zum Abschluss der Mütterberatung ein, wobei die Augenstellung, die Entwicklung des Gehörs und die körperliche und geistige Entwicklung der Kinder überprüft wurde, bevor diese in den Kindergarten kamen.
Parallel zu ihrer Arbeit in der Poliklinik West schloss Helga Mateoschat an der Medizinischen Akademie Magdeburg am 21. Juni 1967 ihre Promotion zur Dr. med. mit dem Titel Zur Frage der Schädigung unreifer Neugeborener durch ein wasserlösliches Vitamin-K-Präparat Vit. K3 (Berlin-Chemie) ab.
Im Jahr 1980 wurde sie Kreisjugendärztin des Kreises Wolmirstedt und nach der politischen Wende 1990 bis 1994 Leiterin des neu gegründeten Gesundheitsamtes des Kreises Wolmirstedt und von 1994 bis zu ihrer Berentung 2000 des Gesundheitsamtes des neu geschaffenen Ohrekreises. Weiterhin beantworterte sie zwischen 1980 und 1987 regelmäßig im Ratgeber für Eltern in der Volksstimme medizinische Fragen von Lesern.
Helga Mateoschat war zweimal verheiratet und hatte drei Söhne aus erster und eine Tochter aus zweiter Ehe.

## Auszeichnungen (Auswahl)
- Am 11. Dezember 1978 der Ehrentitel und Medaille Verdienter Arzt des Volkes, die höchste nationale Auszeichnung für Ärztinnen und Ärzte in der DDR.[5]
- Am 11. Dezember 1971 der Ehrentitel Medizinalrat (MR).[1]